# Torus
Tórus (ali svítek) je rotacijska ploskev, ki nastane z vrtenjem krožnice okrog osi, ki je koplanarna s krožnico. V večini primerov predpostavljamo, da se os ne dotika krožnice. Telo, ki pri tem nastane, se imenuje tóroid.
Rod torusa je enak 1. 

## Geometrija
Torus lahko definiramo v parametrični obliki 
{\displaystyle x(u,v)=(R+r\cos {v})\cos {u}\,}
{\displaystyle y(u,v)=(R+r\cos {v})\sin {u}\,}
{\displaystyle z(u,v)=r\sin {v}\,}
kjer je 
- {\displaystyle u,v\,} parametra (v intervalu {\displaystyle [0,2\pi )\,})
- {\displaystyle R\,} razdalja od središča cevi torusa  do središča torusa
- {\displaystyle r\,} polmer cevi torusa

Razdalji {\displaystyle R\,} in {\displaystyle r\,} imenujemo tudi "veliki polmer" in "mali polmer".
Implicitna oblika enačbe torusa v kartezičnem koordinatnem sistemu za torus, ki je radialno simetričen na z-os je 
{\displaystyle \left(R-{\sqrt {x^{2}+y^{2}}}\right)^{2}+z^{2}=r^{2},\,\!}
ali v drugačni obliki, če je {\displaystyle f(x,y,z)=0\,}: 
{\displaystyle f(x,y,z)=\left(R-{\sqrt {x^{2}+y^{2}}}\right)^{2}+z^{2}-r^{2}\,}.
Če odstranimo kvadratni koren, dobimo enačbo četrte stopnje
{\displaystyle (x^{2}+y^{2}+z^{2}+R^{2}-r^{2})^{2}=4R^{2}(x^{2}+y^{2}).\,\!}.

## Površina in prostornina torusa
Površina torusa je enaka
{\displaystyle P=4\pi ^{2}Rr=\left(2\pi r\right)\left(2\pi R\right)\,}
Prostornina pa je 
{\displaystyle V=2\pi ^{2}Rr^{2}=\left(\pi r^{2}\right)\left(2\pi R\right)\,}.

## Topologija
Topološko je torus zaprta ploskev, ki je zmnožek dveh krožnic S1 × S1. Takšen topološki torus se imenuje tudi Cliffordov torus.

## n-kratni torusi
| dvojni torus | trojni torus |

V teoriji ploskev ima izraz n-torus drugačen pomen. Namesto, da bi to pomenilo zmnožek n krožnic, to pomeni povezano vsoto n dvorazsežnih torusov.
Običajni torus je na ta način 1-torus, 2-torus imenujemo dvojni torus, 3-torus je trojni torus in tako dalje. Vedno pa lahko rečemo, da je n-torus orientabilna ploskev   

## Toroidni poliedri
Poliedri s topološkim tipom torusa se imenujejo toroidni poliedri.

## Večrazsežni torusi
Torus lahko posplošimo na večje število razsežnosti. Na ta način dobimo n-razsežne toruse. Običajni torus je zmnožek prostorov dveh krožnic. N-razsežni torus (imenujemo ga tudi n-torus) pa je zmnožek {\displaystyle n\,} krožnic, kar lahko zapišemo kot 
{\displaystyle \mathbb {T} ^{n}=\underbrace {S^{1}\times S^{1}\times \cdots \times S^{1}} _{n}\,}.
Torus, ki smo ga opisali zgoraj, je dvorazsežni torus, enorazsežni torus je kar krožnica.